# Grosseto Baseball
Uniformes
Le BBC Grosseto est un club italien de baseball de la ville de Grosseto, en Toscane, créé en 1952, et qui évolue en Serie A Federale, la troisième division du championnat d'Italie de baseball. Le Grosseto Baseball joue ses matchs à domicile au Stade Roberto Jannella, enceinte de 8000 places inaugurée en 1973.

## Histoire
Le Bbc Grosseto naît en 1952 sur les cendres des « Canaris », l'équipe née peu après la Seconde Guerre mondiale sous l'égide des Forces armées américaines. L'année suivante elle intègre la série B mais redescend en série C en 1954 à cause des coûts élevés de déplacements.
C'est en 1960 qu'ils reviennent en série B. À la fin de la saison 1966, elle monte en série A mais les inondations de novembre obligent les joueurs à abandonner le terrain d'Amiata. Les résultats ne sont pas au rendez-vous et le club retourne en série B, avant de faire son retour en série A en 1971.
En 1972 le premier joueur étranger, John Self, entre dans l'équipe et y reste deux années. Durant ces années le baseball devient l'un des sports principaux de la ville de Grosseto, ce qui conduit à la construction du stade de baseball Roberto Jannella.
En proie à des problèmes financiers le club rétrograde au niveau inférieur en 1978, mais remonte au bout d'une année. Les années 1980 voient la montée en puissance du club qui remporte le titre national à deux reprises, en 1986 et 1989. La première moitié des années 1990 demeure assez terne, mais l'équipe se renforce à partir de 1995. Ainsi elle remporte la coupe C.E.B. en 1997 et la coupe d'Italie en 1999.
En 2000, le club arrive en finale de la coupe européenne des coupes. En 2004, il conquiert son troisième titre de champion d'Italie et sa deuxième coupe d'Italie, puis s'empare en 2005 de la coupe d'Europe. En 2006, l'équipe parvient en finale du championnat d'Italie et de la coupe d'Europe. Mais il lui faudra attendre 2007 pour conquérir à nouveau le titre national.
En 2011 le Bbc arrête ses activités à cause de problèmes financiers. La Ligue italienne crée alors le Grosseto Baseball, qui jouera en 2012 en Italian Baseball League. Pour 2013 cette équipe crée une franchise le Mastiff Arezzo, équipe de la ville de Arezzo: la franchise est appelée alors Mastiff Grosseto. En 2014 le Grosseto Baseball revient seul mais choisit de jouer en Serie A Federale, la troisième division, et à la fin de la saison est sacré champion. En 2015, bien que Grosseto puisse jouer en IBL comme le souhaite la Fédération Italienne, choisit encore de rester en Serie A Federale: Grosseto arrive à nouveau en finale mais cette fois-ci perd contre l'équipe de Bollate,.

## Palmarès

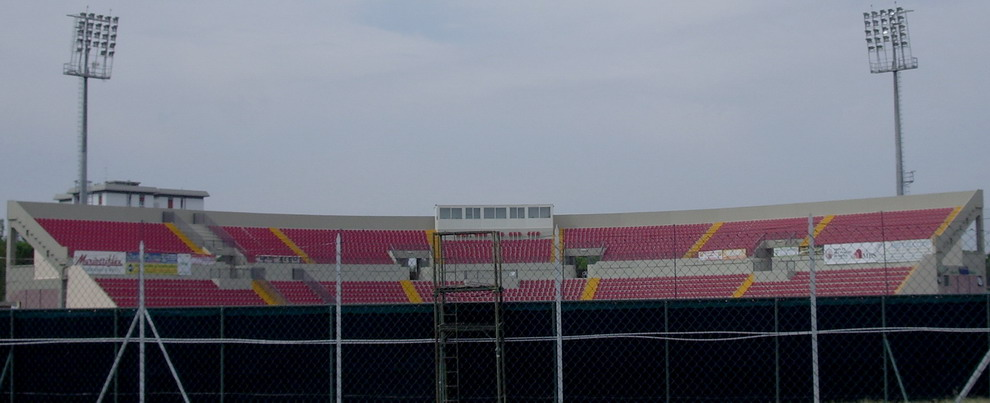
Stade Roberto Jannella

- Champion d'Italie : 1986, 1989, 2004, 2007.
- Vice-champion d'Italie : 1987, 2006.
- Vainqueur de la Coupe d'Italie : 1997, 2004.
- Vainqueur de la Coupe d'Europe des champions : 2005.
- Finaliste de la Coupe d'Europe des champions : 1987, 2006, 2008.
- Finaliste de la Coupe des vainqueurs de coupe : 2000.

## Saison par saison
| Saison | Saison régulière | Saison régulière | Saison régulière | Saison régulière | Séries éliminatoires                                                                               |
| Saison | Class.           | Vic.             | Déf.             | %Vic.            | Séries éliminatoires                                                                               |
| 1967   | 8e               | 10               | 22               | 0,313            | -                                                                                                  |
| 1968   | Serie B          | Serie B          | Serie B          | Serie B          | Serie B                                                                                            |
| 1969   | Serie B          | Serie B          | Serie B          | Serie B          | Serie B                                                                                            |
| 1970   | Serie B          | Serie B          | Serie B          | Serie B          | Serie B                                                                                            |
| 1971   | 12e              | 10               | 34               | 0,227            | -                                                                                                  |
| 1972   | 9e               | 18               | 26               | 0,409            | -                                                                                                  |
| 1973   | 8e               | 16               | 28               | 0,363            | -                                                                                                  |
| 1974   | 7e               | 21               | 23               | 0,477            | -                                                                                                  |
| 1975   | 6e               | 30               | 27               | 0,526            | -                                                                                                  |
| 1976   | 7e               | 18               | 35               | 0,339            | -                                                                                                  |
| 1977   | 3e GB            | 9                | 15               | 0,375            | 6e de la poule finale (4-25)                                                                       |
| 1978   | 9e               | 9                | 27               | 0,250            | -                                                                                                  |
| 1979   | Serie B          | Serie B          | Serie B          | Serie B          | Serie B                                                                                            |
| 1980   | 5e               | 16               | 20               | 0,444            | -                                                                                                  |
| 1981   | 5e               | 12               | 16               | 0,451            | pas qualifié                                                                                       |
| 1982   | 4e               | 16               | 12               | 0,571            | 4e de la poule finale (1-11)                                                                       |
| 1983   | 1er GB           | 15               | 3                | 0,833            | 4e de la poule finale (27-15)                                                                      |
| 1984   | 1er O            | 20               | 3                | 0,870            | 4e de la poule finale (22-20)                                                                      |
| 1985   | 3e               | 48               | 18               | 0,727            | -                                                                                                  |
| 1986   | 1er G1           | 37               | 11               | 0,771            | 1/4 f. : V 3-1 Milano Baseball 1/2 f. : V 4-3 Nettuno Baseball finale : V 4-3 Rimini Baseball Club |
| 1987   | 1er G1           | 32               | 10               | 0,762            | 1/4 f. : V 4-0 Rome 1/2 f. : V 4-3 Fortitudo Bologne finale : D 1-4 Rimini Baseball Club           |
| 1988   | 2e S             | 31               | 11               | 0,738            | 1/4 f. : D 1-4 Rimini Baseball Club                                                                |
| 1989   | 1er S            | 32               | 10               | 0,762            | 1/4 f. : V 4-1 San Marino BC 1/2 f. : V 4-1 Parma Baseball finale : V 4-2 Rimini Baseball Club     |
| 1990   | 2e S             | 53               | 13               | 0,803            | pas qualifié                                                                                       |
| 1991   | 4e               | 22               | 14               | 0,611            | 1/4 f. : D 1-2 Vérone                                                                              |
| 1992   | 8e               | 12               | 24               | 0,333            | pas qualifié                                                                                       |
| 1993   | 6e               | 18               | 18               | 0,500            | pas qualifié                                                                                       |
| 1994   | 5e               | 26               | 22               | 0,542            | pas qualifié                                                                                       |
| 1995   | 4e               | 31               | 23               | 0,574            | 1/2 f. : D 2-4 Nettuno Baseball                                                                    |
| 1996   | 5e               | 30               | 24               | 0,556            | pas qualifié                                                                                       |
| 1997   | 7e               | 26               | 28               | 0,481            | pas qualifié                                                                                       |
| 1998   | 2e               | 32               | 16               | 0,667            | 1/2 f. : D 1-4 Rimini Baseball Club                                                                |
| 1999   | 3e               | 29               | 19               | 0,583            | 1/2 f. : D 2-4 Nettuno Baseball                                                                    |
| 2000   | 4e               | 27               | 21               | 0,563            | 1/2 f. : D 2-3 Rimini Baseball Club                                                                |
| 2001   | 3e               | 33               | 21               | 0,611            | 1/2 f. : D 0-4 Rimini Baseball Club                                                                |
| 2002   | 4e               | 35               | 19               | 0,648            | 1/2 f. : D 2-4 Rimini Baseball Club                                                                |
| 2003   | 4e               | 35               | 19               | 0,648            | 1/2 f. : D 1-4 Fortitudo Bologne                                                                   |
| 2004   | 1er              | 47               | 7                | 0,870            | 1/2 f. : V 4-1 Nettuno Baseball finale : V 4-2 Fortitudo Bologne                                   |
| 2005   | 6e               | 30               | 24               | 0,556            | pas qualifié                                                                                       |
| 2006   | 3e               | 27               | 20               | 0,574            | 1/2 f. : V 4-1 Nettuno Baseball finale : D 1-4 Rimini Baseball Club                                |
| 2007   | 3e               | 26               | 16               | 0,619            | 1/2 f. : V 4-1 Fortitudo Bologne finale : V 4-3 Nettuno Baseball                                   |
| 2008   | 3e               | 28               | 14               | 0,667            | 4e en poule demi-finale (3-6)                                                                      |
| 2009   | 6e               | 17               | 25               | 0,405            | pas qualifié                                                                                       |
| 2010   | 6e               | 20               | 22               | 0,476            | pas qualifié                                                                                       |